# Walter Hamilton
Walter Richard Pollock Hamilton VC (Inistioge, 18 de agosto de 1856 – Kabul, 3 de septiembre de 1879) fue un soldado anglo-irlandés que falleció durante la segunda guerra anglo-afgana.
Recibió la Cruz Victoria, la más alta y prestigiosa condecoración por la valentía frente al enemigo que puede otorgarse a fuerzas británicas y de la Commonwealth. Aparece como personaje secundaria en la novela épica de M. M. Kaye Pabellones lejanos (1978).

## Biografía
Hamilton era sobrino nieto del General Sir George Pollock quien lideró el Ejército de Retribución en la primera guerra anglo-afgana. Fue educado en Felsted. Hamilton tenía 22 años de edad, y era teniente en el Cuerpo de Guías del Ejército Indio Británico durante la segunda guerra anglo-afgana cuando la siguiente hazaña ocurrió el 2 de abril de 1879 en Futtehabad, Afganistán, por la que se le concedió la Cruz Victoria:

Por su visible valentía durante la acción en Futtehabad el 2 de abril de 1879, al liderar la Caballería de los Guías en una carga contra enemigos muy superiores en número, y particularmente en un momento crítico cuando su oficial superior (Mayor Wigram Battye) cayó, el teniente Hamilton, el único oficial que quedaba para entonces en el regimiento, asumió el mando y animó a sus hombres a vengar la muerte del mayor Battye. En esta carga el teniente Hamilton, vio caído al Sowar Dowlut Ram, y atacado por tres enemigos, mientras estaba entorpecido por su caballo (que había resultado muerto) se lanzó al rescate, y seguidos por unos pocos de sus hombres acabó con los tres y salvó la vida del Sowar Dowlut Ram.

El escenario de la muerte de Hamilton fue el Bala Hissar, un recinto dentro de la ciudad de Kabul. Comandaba una pequeña fuerza de 20 soldados de caballerís y 50 de infantería, todos del Cuerpo de Guías, que formaban la escolta de Sir Louis Cavagnari el enviado para establecer la Residencia en Kabul después del tratado de Gandamak. Después de un disturbio por tropas afganas amotinadas, que exigían que se les pagasen sus sueldos, la Residencia fue atacada el 3 de septiembre de 1879. Se desencadenó una lucha feroz entre los Guías y los atacantes, durante la cual resultaron muertos Cavagnari y todos los guías.
El 15 de mayo de 1879, seis semanas después de la acción en Futtehabad, el gobierno de la India remitió a Londres una recomendación para que se le otorgase la Cruz Victoria a Hamilton, sobre la cual Londres decidió, el 6 de agosto, que su acto no estaba cubierto por la reglamentación de la Cruz Victoria. Se produjo un cambio de opinión cuando el Secretario de Estado para la India, Lord Cranbrook, señaló que las acciones de Hamilton eran similares a las del capitán John Cook y el teniente Reginald Hart a quienes se les había dado la Cruz Victoria dos meses antes. Para entonces, Hamilton ya había muerto en Kabul el 3 de septiembre, y para evitar el precedente de aprobar un premio retroactivamente, se antedató la propuesta a la reina del 28 de septiembre al 1.º de septiembre de 1879. La condecoración apareció en la gaceta el 7 de octubre de 1879, la 12.ª Cruz Victoria aprobada tras la muerte del receptor.

## Memoriales

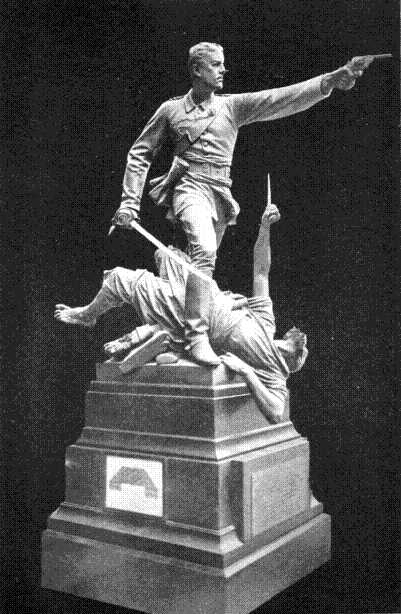
Estatua conmemorando a Hamilton, en el Museo del Ejército Nacional.

Una estatua de tamaño ligeramente superior al natural de Hamilton sobre un afgano que lo amenaza con un cuchillo se realizó en yeso pintado en bronce por Charles Bell Birch en Dublín alrededor de 1880. Actualmente se expone en el Museo del Ejército Nacional, Chelsea, como también una placa dedicada a él (situada en la Capilla de la Fuerza fronteriza de Punyab, entonces en la cripta de la Capilla de San Lucas, Chelsea).